# 4556 Гумільов
4556 Гумільо́в (4556 Gumilyov) — астероїд головного поясу, відкритий 27 серпня 1987 року.
Тіссеранів параметр щодо Юпітера — 3,566.